# Banszko (Sztrumica)
Banszko (macedónul: Банско) település Észak-Macedóniában, a Délkeleti körzetben, a Sztrumicai járásban.

## Népesség
| Lakosok száma | 1356 | 1519 | 1708 | 1825 | 1874 | 1964 | 1872 | 1803 | 2414 |
|               | 1948 | 1953 | 1961 | 1971 | 1981 | 1991 | 1994 | 2002 | 2021 |

- 2002-ben 1992 lakosa volt, akik közül 1064 macedón, 900 török, 17 cigány, 3 szerb, 2 albán és 6 egyéb.